# 15. Klavierkonzert (Mozart)
Das 15. Klavierkonzert in B-Dur, KV 450, ist ein Klavierkonzert von Wolfgang Amadeus Mozart. In der Zählung der reinen Klavierkonzerte Mozarts ist es das 9. Konzert. Das Konzert ist für Klavier, Flöte (nur dritter Satz), zwei Oboen, zwei Fagotte, zwei Hörner und Streicher komponiert.

## Entstehung
Das virtuose 15. Klavierkonzert entstand 1784 in Wien und gehört zur zweiten Gruppe der Wiener Konzerte Mozarts. Es ist Mozarts erstes großes Klavierkonzert nach neuer und maßgebender Form. Die Bläser treten erstmals selbständig als Melodieinstrumente auf und die formale Anlage ist vielfältig erweitert. Mozart komponierte das Werk für eigene Aufführungen in Wien und trug es am 15. März 1784 in sein Werkverzeichnis ein. Erstmals spielte er es am 24. März 1784 im Rahmen einer privaten Konzertreihe im Trattnerhof.

## Zur Musik

### 1. Satz: Allegro
Der Kopfsatz beginnt, wie zur Zementierung des neuen Verständnisses der obligaten Bläser, mit einem reinen Holzbläsermotiv. Dieses wird von den Streichern beantwortet und gemeinsam zum ersten Thema ausformuliert. Ein lyrischeres zweites Thema wird von den Bläsern intoniert und von den Streichern umspielt. Das Soloklavier führt sich mit einer kleinen Solokadenz ein, bevor es das erste Thema aufnimmt. Nun entwickelt das Klavier ein neues drittes Thema, ein komplexes Gebilde aus figurativen, orchestralen und melodischen Elementen. Die kurze Durchführung wird vom Soloklavier begonnen und trägt eher den Charakter einer Phantasiedurchführung, da sie nicht sehr motivisch arbeitet. Ein Orgelpunkt führt zur Wiederkehr des ersten Themas und zur Reprise. Diese ist jedoch im Vergleich zur Exposition stark verändert, was im Typus des großen klassischen Klavierkonzertes nicht ungewöhnlich ist. So taucht beispielsweise das dritte Thema nun auch im Soloklavier auf. Die virtuose Solokadenz geht thematisch vor. Das Orchester beendet den Satz mit Elementen aus dem Hauptthema.

### 2. Satz: Andante
Der kurze 2. Satz ist ein Variationssatz, der ein Thema auf vielfältige Art und Weise bearbeitet. Vorgestellt wird es von den Streichern, das Soloklavier wiederholt es. Die drei Instrumentengruppen sind in diesem Satz abwechslungsreich und abwechselnd verwendet. So beginnen Streicher und Klavier die erste Variation gemeinsam, nachdem sie das Thema nacheinander vorgestellt haben. Der Solist umspielt die lyrische Melodie der Streicher. Anschließend ist das Klavier zu Beginn der zweiten Variation wieder solo zu hören. Die Streicher spielen beim Bläsereinsatz erstmals Pizzicato. Der Satz wird mit einer Coda beendet, die durch dynamische Differenzierung eingeleitet wird.

### 3. Satz: Allegro
Das große Schlussrondo beginnt mit dem Refrain im Soloklavier. Das Orchestertutti übernimmt rhythmisch den Gedanken im Tutti. Ein zweiter Gedanke im Soloklavier verhält sich komplementär zum Refrainthema. Das erste Couplet bringt einen weiteren Gedanken und endet mit einem langen Orgelpunkt. Das lange zweite Couplet entwickelt ein neues Thema in Es-Dur. Es stellt höhere Ansprüche an den Solisten als alle Rondos zuvor. Erneut komponiert Mozart einen Durchführungsteil in die Rondoform hinein. Es entwickelt sich ein Wechselspiel zwischen Oboe und Soloklavier, begleitet von Flöte, Oboe, Fagott und Horn in ungewöhnlich enger Lage. Es folgt eine überraschende Modulation von g-Moll nach A-Dur. Nach der kurzen Solokadenz bildet eine figurierte Fanfare den Abschluss des Konzertes.

## Stellenwert
Das 15. Klavierkonzert ist ein Meilenstein unter den Klavierkonzerten Mozarts, auch wenn die Entwicklung hierhin stufenweise voranging. In diesem Werk kommt es zur endgültigen Loslösung Mozarts von den traditionellen Formen des Konzertsatzes. Die Rolle der Bläser wird als obligater Bestandteil des Konzertes auch für die folgenden Klavierkonzerte gefestigt. Es ist dies die Verbindung der verschiedenen Klangwelten von Streichern, Holzbläsern und Soloklavier, die neu in der Musikgeschichte ist. Mozart bestritt mit dem 15. Klavierkonzert neue Wege, die auf Ludwig van Beethoven und die vollendete klassische Form weisen. Dies wird in den folgenden Klavierkonzerten bis zum letzten, dem 27. Klavierkonzert KV 595 durchgehend praktiziert und perfektioniert. Die Eingangsritornelle haben sich endgültig zu großen Orchesterexpositionen erweitert. Solist und Orchester führen ein eigenständiges Leben und werden reizvoll miteinander verknüpft. Wie sich bereits in vielen früheren Konzerten ankündigte, verfährt Mozart immer freier mit den festen Formprinzipien und legt sie jeweils für seine Zwecke neu aus. Die virtuosen Konzerte stellen höhere Anforderung an den Pianisten. Gerade das 15. Klavierkonzert gehört zu den technisch anspruchsvollsten Konzerten Mozarts, das zu spielen nach eigener Aussage „schwitzen machte“. Auch das musikalische Material verdichtet und vervielfältigt sich in den großen Konzerten. So hat der Kopfsatz des 15. Klavierkonzerts drei Themen, von denen eines dem Solisten vorenthalten bleibt.
Mit diesem und den folgenden Klavierkonzerten erschloss Mozart der Musikgeschichte eine neue Welt. Es gelang ihm unter Beibehaltung gewisser traditioneller Grundprinzipien, ein Höchstmaß an Kreativität zu verwirklichen.